# Робледільйо-де-Гата
Робледільйо-де-Гата (ісп. Robledillo de Gata) — муніципалітет в Іспанії, у складі автономної спільноти Естремадура, у провінції Касерес. Населення — 119 осіб (2010).
Муніципалітет розташований на відстані близько 230 км на захід від Мадрида, 95 км на північ від Касереса.

## Демографія
Динаміка населення (INE ):

## Галерея зображень

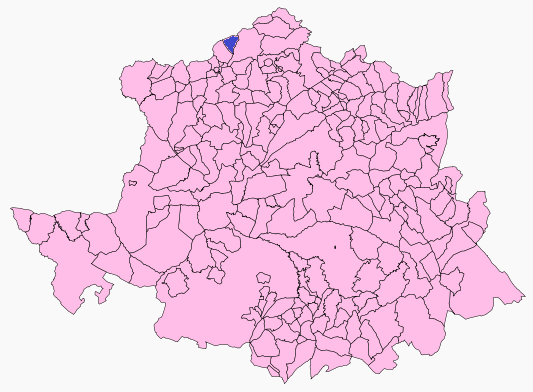
Розташування муніципалітету у провінції Касерес